# Église Saint-André de Saint-André-en-Vivarais
L'église Saint-André est érigée dans la commune de Saint-André-en-Vivarais, département de l'Ardèche en région Auvergne-Rhône-Alpes. Son architecture de style néo-roman est l'œuvre de l’ architecte Louis Besset de Tournon-sur-Rhône et de l’entrepreneur Jacques Moulin de Lamastre. L'édifice est situé au cœur du village de Saint-André-en-Vivarais.
Elle est inscrite à l'Inventaire général du patrimoine culturel.

## Historique
Les documents cités dans la bibliographie de l'article permettent d'établir la chronologie suivante : 
- Vers 1130 : Arthaud de Beaudiner, seigneur du territoire de la future commune de Saint-André-en-Vivarais fait bâtir un château. Le principal centre de peuplement de ce qui correspond au territoire communal est le bourg qui s’établit à ses pieds.
- Au XIVe siècle le bourg qui a donné naissance à l’actuel chef-lieu de commune est suffisamment important pour qu’une paroisse y soit fondée. Son nom originel est inconnu. Il est parfois nommé Saint-André-de-Beaudiner ou des Effangeas. Il est avec l’ensemble des paroisses vivaroises situées entre le Doux et l’Eyrieux dépendant alors du diocèse de Valence (Drôme).
- 1562 - 1598 : Guerres de religion.
- 1636 : saint Jean-François Régis vint à Saint-André-des-Effangeas prêcher un dimanche.
- 1789 : Révolution…
- 1793 : Fermeture de l’église au culte ?
- 1802 : Réouverture officielle au culte : l’église demeure paroissiale dans le cadre de la mise en place de l’organisation temporelle concordataire. Saint-André-des-Effangeas est alors rattaché au diocèse de Mende.
- 1822 : Saint-André-des-Effangeas est rattachée au diocèse de Viviers rétabli par la bulle pontificale Paternae caritatis.
- 1859 : L'église du village est en mauvais état, humide, d'un accès difficile en hiver et sa taille ne permet plus d'accueillir l'ensemble de la population. Une souscription est organisée par les paroissiens et des plans sont demandés à l'architecte Pierre Martin.
- 1860 : Le conseil de fabrique vote la reconstruction de l'édifice, qui sera approuvée par le conseil municipal le 17 mai.
- 1862 : Nouveaux plans et devis de l'architecte Louis Besset. Les archives précisent que dans un premier temps « le clocher s'élèvera seulement au niveau de la nef ». L'adjudication des travaux est confiée en décembre.
- 1864 : Plans et devis du clocher.
- 1865 : Construction et achèvement du clocher.
- 1866  : Consécration de l’église (29 août) [2].
- 1906 : Inventaire de l’église dans le cadre de la Loi de séparation des Églises et de l'État.
- 1925 - 1929 : Mise en place de cloches.
- 1926 : Saint-André-des-Effangeas devient Saint-André-en-Vivarais.
- 1971 : Inauguration de l'église rénovée par Mgr Jean Hermil, évêque de Viviers (20 juin). Ce jour-là sont présents aussi les PP. Pierre Dumond, curé de Lachamp-Raphaël, Maurice Marcon, curé de Le Béage, Henri Moulin, aumonier à Satillieu, Régis Moulin des Missions étrangères, Jules Pichon, curé de Saint-Romain-les-Atheux, Alfred Roche, curé de Saint-Julien-Vocance, René Teyssier, curé de Villevocance, tous natifs de Saint-André-en-Vivarais[2] et Noël Vey, curé de Saint-André-en-Vivarais.
- 1994 : Les paroisses catholiques de Devesset, La-Chapelle-sous-Rochepaule, Le Pouzat, Rochepaule, Saint-Agrève, Saint-André-en-Vivarais, Saint-Jean-Roure,  Saint-Jeure-d'Andaure et Saint-Romain-le-Désert forment l’« Ensemble Inter Paroissial de Saint-Agrève ».
- 2003 : Création de la paroisse « Saint-Agrève en Vivarais », par fusion des paroisses catholiques de l’« Ensemble Inter Paroissial de Saint-Agrève » (1er janvier) [3].

## Description générale
L’édifice non orienté a une nef et suit le plan d’une croix latine. Son clocher est en façade. Les toitures sont couvertes de tuiles plates mécaniques pour la nef et les chapelles latérales. L’abside à croupe ronde à une toiture en lauze de basalte. La toiture du clocher est formée d'ardoises. La façade principale et le clocher sont en pierre de taille de granite, orientés au sud. L’élévation latérale droite et l’abside présentent une façade enduite, l’élévation latérale gauche est construite en moellon de gneiss et de granite.
Les murs intérieurs et les voûtes sont enduits tandis que les colonnes engagées de la nef et les pilastres du chœur sont en granite apparent. Présence de deux escaliers intérieurs, droits, en charpente, installés de part et d'autre du vestibule et accessibles par la première travée de la nef. La sacristie, installée entre le bras gauche du transept et le chœur, est constituée de deux pièces superposées ; on accède à la seconde par un escalier droit en bois.
L'ensemble est édifié avec des pierres de Haute-Loire provenant des carrières de Lapte et de Crouzilhac (commune de Tence). 

## Vocable
Saint André est le patron de cette église.

## Visite de l'édifice

### Le sanctuaire
Plusieurs éléments aux fonctions liturgiques précises : 
- le siège de présidence,
- la Croix du Christ,
- l’ambon,
- l’autel,
- le tabernacle,

permettent ici la célébration « face au peuple » selon la liturgie issue du Concile Vatican II.

### Vitraux
Les vitraux représentent des portraits en pied de saints, des scènes sacrées, évoquent des congrégations religieuses, des familles de notables, des vertus, des personnalités ou figurent des motifs géométriques. Se trouvent :
- dans le chœur, trois baies se composant d'une superposition de trois médaillons quadrilobés ou trilobés ornés d'une vertu théologale, d'armoiries ou d'un symbole, et d'un portrait d'ecclésiastique vu de trois-quarts, en buste. Ces verrières ont probablement été installées dans l'église pour l'inauguration de l'édifice qui eut lieu en 1866. Les fidèles, les visiteurs peuvent reconnaître notamment : 
  - La Charité protégeant deux enfants ; au-dessus : les armoiries de Pie IX, pape de 1846 à 1878; en dessous, le portrait de Pie IX.
  -  La Foi, un livre à la main ; au-dessus : les armoiries de Mgr Delcusy ; en dessous, le portrait de Mgr Delcusy, évêque de Viviers de 1857 à 1876.
  - L'Espérance, une ancre à la main devant l’église Saint-André en fond de paysage ; au-dessus, des symboles : un missel et une barrette posés sur un coussin ; en dessous, le portrait du curé bâtisseur de l’église : le père J P Marijon présent au village jusqu'en 1877.

Lors de la consécration de l’église, les trois personnages représentés ici exerçaient leur ministère pastoral. À remarquer : une représentation de l’édifice dans l’édifice.
- dans les chapelles latérales, deux baies décorées :
  - Evocation de la congrégation des sœurs de Saint-Joseph , une verrière offerte par les religieuses de Saint-Joseph ;
  - Evocation des familles alliées aux Vire de Liron, seigneurs de Montivers. Sont représentés les blasons de Marguerite Fourel, de Colombe Pichon de Vanosc, de Julie Légier de Monfort, d’Elisabeth de Lacroix-Laval (1801 - 1841) et de Marie Joséphine Amicie Vire Duliron de Montivers (1820 - 1900), comtesse de Lacroix-Laval. Cette armoiries composée est timbrée d'une couronne comtale, titre qu’Antoine Louis (1814 - 1876) comte de Lacroix-Laval, époux d'Amicie[4], reçut du pape Pie IX en 1868. Le support est représenté par le château de Montivert. Au bas de la baie, dans deux cartouches : les initiales M et LL couronnées, des familles Montivers et de Lacroix-Laval (le M couronné a été posé la tête en bas). Les mêmes blasons ornent la chapelle du château de Montivert. Cette verrière a été offerte par Amicie de Lacroix-Laval, propriétaire du château de Montivert lors de la construction de l'église.

- des verrières datant de 1869 et œuvres de peintre verrier Thoreil du Puy-en-Velay : 
  - Saint André, don de messieurs les curés Bérard,
  - Saint Jean-François Régis, offert par Joseph Mourier, maire,
  - La Sainte Famille, don de Pauline Delolme et de la famille Mourier de Lacoup,
  -  Saint François reçoit l'Enfant Jésus des mains de la Vierge (?), présent de Rosalie Tardy et de la famille Mounier de Beaume,
  - L’Annonciation, vitrail offert par Sœur Ligori née Mourier,
  - Le Baptême du Christ, don du Père Berkmal de la famille Mourier.

- Le Sacré-Cœur représenté sur la verrière donnant sur la façade occidentale.

### Sculptures

#### Statues
Plusieurs statues décorent l'église : 
- sur la façade principale : Le Christ et La Vierge,
- à l’intérieur : Saint Joseph et La Vierge à l’Enfant.

L’ Inventaire général du patrimoine culturel cite aussi :
- - Sainte Germaine, réalisée par la Maison Gousset à Lyon, patronne de la jeunesse agricole chrétienne féminine,
  - L’Immaculée Conception.
  - Le Grand christ en croix, inscrit parmi les monuments historiques au titre d'objet le 25 janvier  1974[5].

#### Chapiteaux sculptés
Les deux chapelles latérales conservent chacune deux colonnes engagées surmontées d'un chapiteau roman, provenant de l'ancienne église.

#### Autres éléments sculptés
- les deux confessionnaux.
- la chaire, œuvre présumée de Pierre Jullien.
- le tableau commémoratif des morts de la guerre de 1914-1918 et ses 44 noms.
- la girouette dominant le clocher avec la date de 1865.
- le cadran solaire en façade.

### Cloches
Le clocher abrite quatre cloches : 
- Joséphine (1929) donne un SOL, 700 kg,
- Cécile (1925) donne un SI, 350 kg,
- Cloche no 3 (texte gravé illisible) donne un DO Dièse, 200 kg,
- Cloche no 4 (texte gravé partiellement illisible) donne un FA, 80 kg.

## Chronologie des curés

### ? – 1994
Un curé, aidé parfois d'un vicaire a la charge de la paroisse dont le territoire correspond approximativement à celui de la commune.

### 1994 – 2003
Une équipe presbytérale dont les membres sont « curés in solidum » (responsables solidairement) a la charge de l’ensemble de l’Ensemble Inter Paroissial.

### Depuis 2003
Avec la création de la paroisse Saint-Agrève-en-Vivarais succédant à l’Ensemble Inter paroissial une Équipe d’Animation Pastorale (E.A.P.) composée de laïcs en mission et de prêtres nommés « curés in solidum » a la charge de la paroisse nouvelle.